# Jay Le Fevre

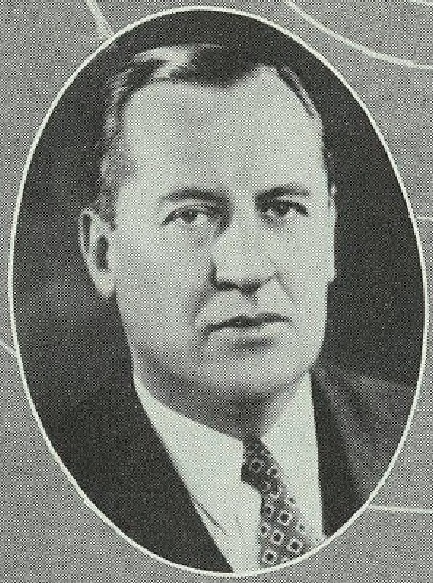
Jay Le Fevre

Jay Le Fevre (* 6. September 1893 in New Paltz, New York; † 26. April 1970 in Kingston, New York) war ein US-amerikanischer Politiker. Zwischen 1943 und 1951 vertrat er den Bundesstaat New York im US-Repräsentantenhaus.

## Werdegang
Jay Le Fevre graduierte an der Lawrenceville Preparatory School in Lawrenceville (New Jersey) und besuchte das Dartmouth College in Hanover (New Hampshire). Während des Ersten Weltkrieges diente er 1918 im Reserve Officers Training Corps der Feldartillerie in Camp Taylor (Arkansas), wo er den Dienstgrad eines Second Lieutenant bekleidete. Zwischen 1916 und 1946 ging er in New Paltz mit seinem Vater dem Kohle-, Baumholz-, Futter- und Heizölgeschäft nach. Ferner war er im Bankwesen tätig. Er war Trustee in der Village von New Paltz. Politisch gehörte er der Republikanischen Partei an. Er nahm 1942 und 1946 als Delegierter an den Republican State Conventions teil. Zwischen 1930 und 1946 war er ein Republican Committeeman von New Paltz.
Bei den Kongresswahlen des Jahres 1942 für den 78. Kongress wurde Le Fevre im 27. Wahlbezirk von New York in das US-Repräsentantenhaus in Washington, D.C. gewählt, wo er am 4. Januar 1943 die Nachfolge von Lewis K. Rockefeller antrat. 1944 kandidierte er im 30. Wahlbezirk von New York für den 79. Kongress. Nach einer erfolgreichen Wahl trat er am 4. Januar 1945 die Nachfolge von Bernard W. Kearney an. Er wurde zwei Mal in Folge wiedergewählt. Da er auf eine erneute Kandidatur 1950 verzichtete, schied er nach dem 3. Januar 1951 aus dem Kongress aus. Sein Sitz fiel an J. Ernest Wharton.
Nach seiner Kongresszeit ging er wieder seinen kaufmännischen Geschäften nach. Zwischen 1951 und 1955 war er Mitglied in der New York State Bridge Authority. Er verstarb am 26. April 1970 in Kingston. Sein Leichnam wurde dann auf dem Lloyd Cemetery in Highland beigesetzt.